# Pili
För bakteriestrukturen, se pilus.

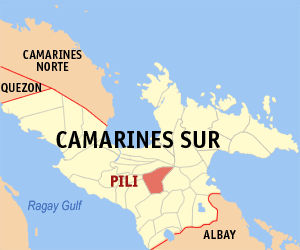
Pilis läge i Camarines Sur

Pili är en ort i Filippinerna som är administrativ huvudort för provinsen Camarines Sur i Bikolregionen.
Pili räknas officiellt inte som stad utan är en kommun. Kommunen är indelad i 26 smådistrikt, barangayer, varav 17 är klassificerade som landsbygdsdistrikt och 9 som tätortsdistrikt. Hela kommunen har 67 393 invånare (folkräkning 1 maj 2000) varav ungefär 17 000 bor i centralorten.